# Adonis microcarpa
Espèce
Adonis microcarpa est une espèce de plantes herbacées de la famille des Renonculacées.

## Liste des sous-espèces et variétés
Selon The Plant List (15 juin 2014) :
- sous-espèce Adonis microcarpa subsp. intermedia (Webb & Berthel.) Valdés

Selon Tropicos (15 juin 2014) (Attention liste brute contenant possiblement des synonymes) :
- sous-espèce Adonis microcarpa subsp. intermedia Valdés
- variété Adonis microcarpa var. cretica Huth
- variété Adonis microcarpa var. cupaniana (Guss.) Vierh.
- variété Adonis microcarpa var. dentata (Delile) Coss. & Kralik
- variété Adonis microcarpa var. intermedia Boiss.